# Schweizer Cup (Handball, Männer) 1981
Die Handballspiele um den Schweizer Cup 1981, offiziell Nationalliga-Zusatzrunde der Männer, fanden von Mai bis Juni 1981 statt. Da der Cupsieger TSV St. Otmar St. Gallen bereits für den Europacup der Landesmeister 1981/82 qualifiziert war, erbte der BSV Bern als Meisterschaftszweiter den Platz für den Europacup der Cupsieger 1981/82.

## Modus
Neun der zehn Mannschaften der Nationalliga A (NLA) (ausgenommen TV Suhr) und die zwei Ersten der Nationalliga B (NLB) wurden in zwei Gruppen à 7 Mannschaften eingeteilt. Zusätzlich wurde ein Entscheidungsspiel zwischen den zwei Drittplatzierten der NLB um den letzten Platz ausgetragen. Die zwei Gruppenersten spielten kreuzweise einen Halbfinal. Die beiden Sieger der Halbfinals spielten den Final.

## Entscheidungsspiel
| Sonntag, 5. April 1981 10:30 Uhr | HC Dietikon | 21:14 | SC Liestal | Dietikon |
| Sonntag, 5. April 1981 10:30 Uhr | (10:11)     |       |            | Dietikon |
| Sonntag, 5. April 1981 10:30 Uhr | [ 4 ]       |       |            | Dietikon |

- Nicht in der Statistik in der Infobox mitgezählt.

## Gruppenphase

### Gruppe A
| Pl.                               |  | Verein                    | Sp. | S | U | N | Tore      | Diff. | Punkte | Qualifiziert für… |
| --------------------------------- |  | ------------------------- | --- | - | - | - | --------- | ----- | ------ | ----------------- |
| 1.                                |  | Grasshopper Club Zürich   | 6   | 6 | 0 | 0 | 0131:840  | +47   | 012:00 | Halbfinals        |
| 2.                                |  | TSV St. Otmar St. Gallen  | 6   | 5 | 0 | 1 | 0138:940  | +44   | 010:20 | Halbfinals        |
| 3.                                |  | TV Zofingen               | 6   | 4 | 0 | 2 | 0133:1170 | +16   | 08:40  |                   |
| 4.                                |  | SV Fides St. Gallen (NLB) | 6   | 2 | 0 | 4 | 0107:1230 | −16   | 04:80  |                   |
| 5.                                |  | HC Gym Biel (NLB)         | 6   | 2 | 0 | 4 | 0106:1300 | −24   | 04:80  |                   |
| 6.                                |  | HC Dietikon (NLB)         | 6   | 1 | 1 | 4 | 099:1280  | −29   | 03:90  |                   |
| 7.                                |  | TV Emmenstrand            | 6   | 0 | 1 | 5 | 090:1280  | −38   | 01:110 |                   |
| Quelle: SHV, Stand: 13. Juni 1981 |  |                           |     |   |   |   |           |       |        |                   |

### Gruppe B
| Pl.                                           |  | Verein                 | Sp. | S | U | N | Tore      | Diff. | Punkte | Qualifiziert für… |
| --------------------------------------------- |  | ---------------------- | --- | - | - | - | --------- | ----- | ------ | ----------------- |
| 1.                                            |  | BSV Bern               | 6   | 6 | 0 | 0 | 0133:960  | +37   | 012:00 | Halbfinals        |
| 2.                                            |  | ZMC Amicitia Zürich    | 6   | 4 | 0 | 2 | 0103:900  | +13   | 08:40  | Halbfinals        |
| 3.                                            |  | RTV 1879 Basel         | 6   | 3 | 1 | 2 | 0104:940  | +10   | 07:50  |                   |
| 4.                                            |  | Pfadi Winterthur       | 6   | 3 | 0 | 3 | 0102:990  | +3    | 06:60  |                   |
| 5.                                            |  | BSV Borba Luzern (NLB) | 6   | 2 | 1 | 3 | 099:1100  | −11   | 05:70  |                   |
| 6.                                            |  | ATV Basel-Stadt (NLB)  | 6   | 2 | 0 | 4 | 0106:1210 | −15   | 04:80  |                   |
| 7.                                            |  | Yellow Winterthur      | 6   | 0 | 0 | 6 | 085:1220  | −37   | 00:120 |                   |
| Quelle: Thuner Tagblatt, Stand: 13. Juni 1981 |  |                        |     |   |   |   |           |       |        |                   |

## K.o.-Phase
|  | Halbfinal | Halbfinal                | Halbfinal |  |  | Final | Final                    | Final |
|  |           |                          |           |  |  |       |                          |       |
|  |           |                          |           |  |  |       |                          |       |
|  | B1        | BSV Bern                 | 17        |  |  |       |                          |       |
|  | A2        | TSV St. Otmar St. Gallen | 19        |  |  |       |                          |       |
|  |           |                          |           |  |  | A2    | TSV St. Otmar St. Gallen | 17    |
|  |           |                          |           |  |  | B2    | ZMC Amicitia Zürich      | 13    |
|  | A1        | Grasshopper Club Zürich  | 12        |  |  |       |                          |       |
|  | B2        | ZMC Amicitia Zürich      | 13        |  |  |       |                          |       |
|  |           |                          |           |  |  |       |                          |       |

### Halbfinals
| Samstag, 13. Juni 1981 17:30 Uhr | BSV Bern                     | 17:19   | TSV St. Otmar St. Gallen  | Turnhalle Spitalacker, Bern Zuschauer: 300 Schiedsrichter: Lötscher & Blum |
| Samstag, 13. Juni 1981 17:30 Uhr | meiste Tore: Muhlethaler (5) | (14:11) | meiste Tore: R. Jehle (7) | Turnhalle Spitalacker, Bern Zuschauer: 300 Schiedsrichter: Lötscher & Blum |
| Samstag, 13. Juni 1981 17:30 Uhr | [ 8 ] [ 9 ]                  |         |                           | Turnhalle Spitalacker, Bern Zuschauer: 300 Schiedsrichter: Lötscher & Blum |

| Samstag, 13. Juni 1981 20:15 Uhr | Grasshopper Club Zürich | 12:13 | ZMC Amicitia Zürich     | Saalsporthalle, Zürich Zuschauer: 150 Schiedsrichter: Krüsi & Rothenbacher |
| Samstag, 13. Juni 1981 20:15 Uhr | meiste Tore: Brand (5)  | (7:6) | meiste Tore: Kalman (4) | Saalsporthalle, Zürich Zuschauer: 150 Schiedsrichter: Krüsi & Rothenbacher |
| Samstag, 13. Juni 1981 20:15 Uhr | [ 8 ]                   |       |                         | Saalsporthalle, Zürich Zuschauer: 150 Schiedsrichter: Krüsi & Rothenbacher |

### Final
| TSV St. Otmar St. Gallen | TSV St. Otmar St. Gallen | ZMC Amicitia Zürich | ZMC Amicitia Zürich |
| --- | --- | --- | ------------------- |
| TSV St. Otmar St. Gallen | \| Final[11][12] \| \| Samstag, 20. Juni 1981 in Effretikon (Sporthalle Eselriet) \| \| Ergebnis: 17:13 (9:8) \| \| Zuschauer: 200 (NZZ) – 300 (NZN) \| \| Schiedsrichter: Anton Hermann (Ittigen) & Joseph Riegler (Bern) Torfolge: 1:0, 1:1, 2:1, 2:2, 3:2, 3:3, 4:3, 4:4, 5:4, 5:5, 6:5 7:5, 7:6, 8:6, 9:6, 9:7, 9:8, 9:9, 10:9, 11:9, 11:10, 12:10, 12:11, 13:11, 14:11, 15:11, 15:12, 16:12, 16:13, 17:13 \| | \| Final[11][12] \| \| Samstag, 20. Juni 1981 in Effretikon (Sporthalle Eselriet) \| \| Ergebnis: 17:13 (9:8) \| \| Zuschauer: 200 (NZZ) – 300 (NZN) \| \| Schiedsrichter: Anton Hermann (Ittigen) & Joseph Riegler (Bern) Torfolge: 1:0, 1:1, 2:1, 2:2, 3:2, 3:3, 4:3, 4:4, 5:4, 5:5, 6:5 7:5, 7:6, 8:6, 9:6, 9:7, 9:8, 9:9, 10:9, 11:9, 11:10, 12:10, 12:11, 13:11, 14:11, 15:11, 15:12, 16:12, 16:13, 17:13 \| | ZMC Amicitia Zürich |
| TSV St. Otmar St. Gallen | Tor: Hanspeter Lutz & Trost Feld: René Hirsch (3), Alex Bruggmann, Robert Jehle (8/3), Hugo Bruggmann, Nedeljko Vujinović, Heinz Metzger, Peter Stürm (4), Norwin Platzer (2), Patrick Wirth & Peter Jehle Cheftrainer: Nedeljko Vujinović (Spielertrainer) | Tor: Peyer & Wolfer Feld: Jürgen Bätschmann (3/1), Peter Shepherd (4), Walter Fazekas, Kalmann (1), Hauert (2), Platz (2), Neuer, Frei (1), Schaudt, Guatelli Cheftrainer: Urs Zeier | ZMC Amicitia Zürich |
| TSV St. Otmar St. Gallen | 2 × Alex Bruggmann, Robert Hehle & Peter Jehle | Walter Fazekas | ZMC Amicitia Zürich |
| Final | | |                     |
| Samstag, 20. Juni 1981 in Effretikon (Sporthalle Eselriet) | | |                     |
| Ergebnis: 17:13 (9:8) | | |                     |
| Zuschauer: 200 (NZZ) – 300 (NZN) | | |                     |
| Schiedsrichter: Anton Hermann (Ittigen) & Joseph Riegler (Bern) Torfolge: 1:0, 1:1, 2:1, 2:2, 3:2, 3:3, 4:3, 4:4, 5:4, 5:5, 6:5 7:5, 7:6, 8:6, 9:6, 9:7, 9:8, 9:9, 10:9, 11:9, 11:10, 12:10, 12:11, 13:11, 14:11, 15:11, 15:12, 16:12, 16:13, 17:13 | | |                     |